# 多久インターチェンジ
多久インターチェンジ（たくインターチェンジ）は、佐賀県多久市にある長崎自動車道のインターチェンジである。唐津市・小城市方面へ向かう場合に便利である。
2023年（令和5年）4月3日から料金所がETC専用になっている。

## 道路
- E34 長崎自動車道（4番）

## 接続する道路
- 国道203号
- 佐賀唐津道路（東多久バイパス）

## 料金所
2023年（令和5年）4月3日からは、現金での収受は廃止され、ETCのみによる収受となる。
ブース数：5

### 入口
- ブース数：2
  - ETC専用：1
  - ETC/サポート：1

### 出口
- ブース数：3
  - ETC専用：1
  - サポート：2

## 多久バスストップ
多久バスストップ（たくバスストップ）は、多久インターチェンジに併設されたバス停留所である。バス事業者では、多久インター（たくインター）と称しており、一般的にはこの通称名で呼ばれる。バス停は料金所の外にあり、料金所出口を出た左手にある。料金所入口方向には停留所は設置されておらず、国道203号線方面から多久インター停留所に停車する場合は料金所手前で一度Ｕターンしてバス停留所に停車する。また、バス停留所から高速道路進入時は国道203号東多久バイパス交差点手前の折返路まで戻り、料金所方向に折り返して高速道路に進入する。
2012年（平成24年）3月31日限りでレインボー壱岐号（昭和自動車）が廃止になったことにより、当バスストップに停車する路線は存在しない。

### 停車する系統および隣接停留所
なし

### 周辺バス停
- 昭和自動車・多久市ふれあいバス「大工田」バス停（約200m）

## 隣
E34 長崎自動車道
(5) 武雄北方IC - (PA) 多久西PA - (BS) 多久聖廟BS - (4) 多久IC/BS - (3-1) 小城PA/SIC/BS - (3) 佐賀大和IC